# 賴特 (阿拉巴馬州)
賴特（英語：Wright）是一個位於美國阿拉巴馬州勞德代爾縣的非建制地區。該地的面積和人口皆未知。

## 地理
賴特的座標為34°54′31″N 87°59′24″W / 34.90861°N 87.99000°W，而該地的平均海拔高度為138米（即453英尺）。